# Astragalus retusifoliatus
Astragalus retusifoliatus är en ärtväxtart som beskrevs av Y.C.Ho. Astragalus retusifoliatus ingår i släktet vedlar, och familjen ärtväxter. Inga underarter finns listade i Catalogue of Life.